# Madonna (studio)
Madonna (jap. マドンナ) – japońskie studio produkujące filmy dla dorosłych założone w 2003 roku, z siedzibą w Tokio. Jest częścią grupy WILL Co., Ltd. Studio koncentruje się na produkcjach z udziałem dojrzałych kobiet z gatunku „jukujo” (熟女, dojrzałej kobiety), czasem z wątkami kazirodczymi.
25 lutego 2011 roku studio wydało swój pierwszy film 3D „3D美熟女共演! 叔母の誘惑と母の愛情 紫彩乃 牧原れい子”.